# Liste der Kulturdenkmäler in Rehweiler
In der Liste der Kulturdenkmäler in Rehweiler sind alle Kulturdenkmäler der rheinland-pfälzischen Ortsgemeinde Rehweiler aufgeführt. Grundlage ist die Denkmalliste des Landes Rheinland-Pfalz (Stand: 6. September 2022).

## Einzeldenkmäler
| Bezeichnung | Lage                           | Baujahr                            | Beschreibung | Bild |
| ----------- | ------------------------------ | ---------------------------------- | --- | ---- |
| Quereinhaus | Am Kuselberg 1 Lage            | 1821                               | Quereinhaus mit Treppengiebel, bezeichnet 1821, Erweiterung 1910 | BW   |
| Hofanlage   | Am Kuselberg 3 Lage            | zweite Hälfte des 19. Jahrhunderts | Hakenhof, zweite Hälfte des 19. Jahrhunderts; Quereinhaus, um 1875, zweigeschossige Ställe, im Kern von 1787 (?) | BW   |
| Ofenstein   | Eisenbacher Weg, an Nr. 1 Lage | 1814                               | Ofenstein, bezeichnet 1814 | BW   |
| Schulhaus   | Glanstraße 8 Lage              | 1907                               | ehemalige Schule; neubarocker Walmdachbau, 1907, Architekt Bezirksbaumeister Kleinhans, Kusel | BW   |
| Mühle       | Glanstraße 12–18 Lage          | zweite Hälfte des 18. Jahrhunderts | Ruine der Ölmühle, wohl aus der zweiten Hälfte des 18. Jahrhunderts; Schutzhaus für die Wasserräder, bezeichnet 1880; zweieinhalbgeschossige, winkelförmige ehemalige Getreidemühle, bezeichnet 1797 und 1890, Wirtschaftsteil aus der ersten Hälfte des 19. Jahrhunderts; ortsbildprägend | BW   |
| Quereinhaus | Quirnbacher Straße 2 Lage      | 19. Jahrhundert                    | Quereinhaus, spätklassizistische Motive, Dach teilweise abgeschleppt, bezeichnet 1899 (Umbau), Schuppen, um 1920 | BW   |
| Quereinhaus | Rödelbach 5 Lage               | 1772                               | Quereinhaus, bezeichnet 1772 (Ofenstein), rückwärtig ehemaliges Backhaus | BW   |

## Ehemalige Kulturdenkmäler
| Bezeichnung | Lage                      | Baujahr                            | Beschreibung                                                                                        | Bild |
| ----------- | ------------------------- | ---------------------------------- | --------------------------------------------------------------------------------------------------- | ---- |
| Quereinhaus | Quirnbacher Straße 3 Lage | zweite Hälfte des 18. Jahrhunderts | Quereinhaus, zweite Hälfte des 18. Jahrhunderts; aus Denkmalliste gelöscht und durch Neubau ersetzt | BW   |